# Baryon

Drie quarks vormen een baryon

Een baryon (Grieks: βαρύς, barys, zwaar) is een subatomair deeltje dat bestaat uit een oneven aantal quarks (minstens drie quarks). Bekende voorbeelden zijn het proton en het neutron. De naam is gekozen, omdat ten tijde van hun naamgeving de meeste bekende deeltjes lagere massa's hadden dan de baryonen.

## Beschrijving
Baryonen verschillen van mesonen die bestaan uit een quark en een antiquark. De baryonen en de mesonen vormen samen de familie van de hadronen, de verzameling van deeltjes die uit quarks bestaan (losse quarks lijken niet voor te komen, zie confinement). Baryonen zijn fermionen en voldoen aan het uitsluitingsprincipe van Pauli. Mesonen daarentegen zijn bosonen.
Aangezien baryonen zijn opgebouwd uit quarks nemen zij deel aan de sterke wisselwerking, in tegenstelling tot bijvoorbeeld leptonen, die niet uit quarks zijn opgebouwd. De bekendste baryonen zijn de protonen (p) en de neutronen (n) die samen het grootste deel van de massa van de zichtbare materie in het heelal vormen, terwijl elektronen (de andere belangrijke component van atomen), leptonen zijn. Elk baryon heeft een corresponderend antideeltje (antibaryon), waar quarks zijn vervangen door hun overeenkomstige antiquarks. Een proton bestaat bijvoorbeeld uit twee upquarks en één downquark en het bijbehorende antideeltje, het antiproton, bestaat uit twee anti-upquarks en één antidownquark.
Naast het proton en het neutron (met een halveringstijd van meer dan 1032 jaar voor protonen en 920 seconden voor vrije neutronen) zijn meer baryonen bekend, die echter een zeer korte halveringstijd hebben van in de orde van grootte van 10−23 tot 10−10 seconde.

## Baryongetal
Het aantal baryonen in een systeem is het baryongetal. Dit is een behouden grootheid, wat wil zeggen dat het aantal baryonen minus het aantal anti-baryonen bij alle (bekende) reacties constant blijft.

## Pentaquarks
In 2003 leken enkele experimenten het bestaan aan te tonen van zogeheten pentaquarks, exotische baryonen bestaande uit vijf quarks; enige jaren later was de consensus echter dat op grond van experimenteel bewijs hun bestaan zeer onwaarschijnlijk was.
Maar in 2015 zijn deze pentaquarks wel gespot tijdens experimenten met de Large Hadron Collider. Fysici hebben twee objecten gevonden die zeer snel vervielen. De objecten wogen 4,67 en 4,74 keer zo veel als een proton. Ieder deeltje bevatte twee upquarks, één downquark en een charm quark/antiquark-paar.
Het is opvallend dat het pentaquark bestaat. Met uitzondering van een paar duizendste secondes direct na het ontstaan van het heelal komen quarks alleen voor in bundeltjes van twee en drie. Nu blijkt dat het pentaquark bestaat kunnen wetenschappers leren waarom quarks zich in paren en trio's binden, en niet in groepjes van vijf. Dit leidt tot allerlei nieuwe theorieën.